# Бачинский, Анатолий Диомидович
Анато́лий Диоми́дович Бачи́нский (21 мая 1933, Одесса — 8 апреля 1995, Одесса) — советский и украинский историк и археограф, профессор кафедры истории Украины Одесского университета имени И. И. Мечникова (1991).

## Биография
Родился 21 мая 1933 года в городе Одесса в семье врачей.
В 1957 году окончил исторический факультет Одесского университета имени И. И. Мечникова, после чего работал научным сотрудником Одесского археологического музея (1957—1958) и старшим научным сотрудником Государственного архива Одесской области (1958—1963).
Работая в архиве, А. Д. Бачинский подготовил к печати (в соавторстве) путеводитель по его фондам, написав более 50 статей, большинство из которых не потеряли своей актуальности.
С 1960 года начал преподавать на историческом факультете Одесского университета имени И. И. Мечникова, в котором проработал всю жизнь.
Умер 8 апреля 1995 года в Одессе.

## Основные направления научной деятельности

### Народная колонизация Придунайских степей
Защитил кандидатскую диссертацию «Народная колонизация Придунайских степей в XVIII — начале XIX в.» в Одессе в 1969 году.
В диссертации впервые в историографии на основе архивных источников из хранилищ Москвы, Санкт-Петербурга, Краснодара, Киева, Одессы, Николаева, Херсона исследована темы прошлого Буджакской ногайской орды в низовьях Дуная, истории создания Усть-Дунайского казачьего войска, пребывание там же задунайского и черноморского казачества.
В дальнейшем вопросы, связанные с историей задунайских запорожцев и Задунайской Сечи, получили развитие в итоговой монография «Січ Задунайська: 1775—1828» (1994).

### Придунайские территории в XX вв. (по направлениям)
- социально-экономическое строительство на Придунайских землях Украины в 40—50 гг. XX в.;
- история Второй Мировой войны 1939—1945 гг. в регионе;
- история украинско-болгарских связей в XIX — начале XX вв.;

- проблемы исторического краеведения.

### Биографические исследования
А. Д. Бачинским раскрыты одесские страницы биографии болгарских общественных деятелей, писателей — Г. Раковского, Л. Каравелова, И. Вазова, А. Константинова, А. Христева, их связи с революционным движением в Российской империи в последней четверти XIX — начале XX вв.
Освещены страницы жизни литературных деятелей — И. Котляревского, М. Лермонтова, К. Стамати-Чури, Старицкого, Б. Житкова, В. Катаева, востоковедов — К. Базили, А. Рафаловича, историка А. И. Маркевича, члена общества М. В. Буташевича-Петрашевского («петрашевцев», 1845—1849) — И. М. Дебу, «кирилло-мефодиевца» (1848) — М. И. Савича, революционеров первой четверти XX в. — В. Боженко, Камо, Д. Ульянова и др.
Из названных тем наиболее яркими являются:
- новые материалы из биографии Е. Петрова (Катаева) во время его службы в уголовном розыске;
- по истории побега негров-рабов в Россию;
- по организации греческого национального движения в Одессе,
- подготовленные А. Д. Бачинским для публикации Агентством печати «Новости» в Эфиопии, Греции и СССР (1962, 1976).

А. Д. Бачинский является автором 8 монографий, 150 научных и около 250 научно-популярных статей, а также серии археографических публикаций. Некоторые из них опубликованы в Болгарии, России, Молдове.
Использовал псевдонимы: С. Анатольева, А. Демидова.

### Общественная и административная работа
- член редколлегии «Научно-информационного бюллетеня Архивного управления УССР» (1960—1964);
- член Бюро научного совета АН Украины по проблемам исторической науки, секция старой и новой истории Украины;
- член Археографической комиссии АН Украины;
- членом редакционно-издательского совета республиканского издательства «Маяк» (с 1989);
- председатель Одесского общества краеведов (1992) и др.

## Награды
- Орден «Святые Кирилл и Мефодий» 2-й степени (Болгария, 1969) — за вклад в развитие и исследования украино-болгарских связей;
- Грамота Президиума Верховного Совета УССР — за участие в подготовке и издании «История городов и сёл Украинской ССР» (1969),
- Заслуженный работник культуры Украины (1993).

## Память
В 1995 году в Одессе установлена памятная доска.

## Научные публикации
- Государственный архив Одесской области: Путеводитель. — Одеса, 1961 (в соавторстве);
- Дай руку, другар! — Одеса, 1965 (в соавторстве);
- Основные этапы крестьянско-казацкой колонизации Буджакской степи и низовий Дунаю в XVIII — начале XIX вв. // Ежегодник по аграрной истории Восточной Европы, 1964. — Кишинёв, 1866;
- Происхождение и состав украинско-русского населения Буджака и низовий Дуная конца XVIII и начала XIX в. // Зап. Одес. археол. об-ва. — Одеса, 1967. — Т. 2 (35).
- Справжні другарі (дореволюційний період). (українською мовою) та «Истински другари» (болгарскьою мовою) (обе в соавторстве). — Одеса, 1969;
- Едисанские ногаи в степях Нижнего Побужжя // Тез. плен. і секційних доп. (Результати польових археолог. досліджень 1970—1971 років на території України). — Одеса, 1972;
- В семье советской. Социалистическое строительство в придунайських землях Украинской ССР. — Киев; Одеса, 1984;
- Непокорённый Дунай. — Одесса, 1985;
- Книга для чтения по истории Одесщины: Для учащихся средних школ и средних спец. учеб. заведений. Вып. 1. — Одеса, 1992;
- Січ Задунайська. 1775—1828. Історико-документальний нарис. — Одеса, 1994;
- Буджацька заграва: Придунайські землі України в роки Великої Вітчизняної війни. — Одеса, 1995.